# Liste der Europameister im Sechser-Kunstradfahren der Männer
Liste der Europameister im Sechser-Kunstradfahren der Männer
Bis 1985 wurden Europameisterschaften im Kunstradfahren ausgetragen. Danach wurde aus der Europameisterschaft eine Weltmeisterschaft. Ab 2018 wurde die Europameisterschaft neu aufgelegt. Die Disziplin Sechser-Kunstradfahren der Männer gibt es bei der Neuauflage nicht mehr.
| Jahr | Ort der Europameisterschaft | Gold           | Silber      | Bronze      |
| ---- | --------------------------- | -------------- | ----------- | ----------- |
| 1973 |                             | BR Deutschland | Schweiz     | Niederlande |
| 1974 |                             | BR Deutschland | Schweiz     | Niederlande |
| 1975 |                             | BR Deutschland | Schweiz     | Niederlande |
| 1976 |                             | BR Deutschland | Niederlande | Schweiz     |
| 1977 |                             | BR Deutschland | Niederlande | Schweiz     |
| 1978 |                             | BR Deutschland | Niederlande | Schweiz     |
| 1979 |                             | BR Deutschland | Niederlande | Schweiz     |
| 1980 |                             | BR Deutschland | Niederlande | Schweiz     |
| 1981 |                             | BR Deutschland | Niederlande |             |